# إيفان إيكوكو
إيفان إيكوكو (بالإنجليزية: Efan Ekoku) (مواليد 8 يونيو 1967) هو لاعب كرة قدم. يلعب مع منتخب نيجيريا لكرة القدم. سبق له أن لعب في كأس العالم لكرة القدم مع منتخب بلاده.

## روابط خارجية
- إيفان إيكوكو على موقع الاتحاد الدولي (مؤرشف)  (الإنجليزية)
- إيفان إيكوكو على موقع قاعدة بيانات كرة القدم.إي يو (الإنجليزية)
- إيفان إيكوكو على موقع ناشيونال فوتبول تيمز (الإنجليزية)
- إيفان إيكوكو على موقع Soccerbase.com (لاعب) (الإنجليزية)
- إيفان إيكوكو على موقع عالم كرة القدم.نت (الإنجليزية)